# Брястовец
Брястовец е село в Югоизточна България. То се намира в община Бургас, област Бургас.

## География
Брястовец е разположен в североизточната част на община Бургас, на 380 м надморска височина. На северозапад са разположени разклоненията на източна Стара планина. Намира се съответно на 6 и 8 км от бургаските квартали Рудник и Черно море, на 22 км от общинския и областен център Бургас и на 26 км от курорта Слънчев бряг.

## Население

### Етнически състав
Преброяване на населението през 2011 г.
Численост и дял на етническите групи според преброяването на населението през 2011 г.:
|                     | Численост |
| Общо                | 290       |
| Българи             | 207       |
| Турци               | 54        |
| Цигани              | -         |
| Други               | 3         |
| Не се самоопределят | 5         |
| Неотговорили        | 21        |

## Забележителности
Старото име на с. Брястовец е Караач, което означава черен бряст. Край селото е минавал римският път на водната канализация за гр. Поморие. Селото се намира на пътя на птиците, прелитащи от юг. В селото се намира храм „Св. Атанасий“, който съществува от 1870 г. .

## Редовни събития
Празникът на с. Брястовец се провежда на 2 май. Свързан е с летния празник на църквата „Св. Атанасий“ – най-старата в региона, построена през 1870 г. По традиция, на площада в селото празникът се открива с водосвет за здраве и благоденствие на селото и богата литературно-музикална програма. Канят се музиканти, артисти, детски и пенсионерски хорови и танцови състави. Вечерта свири музика на живо, с песни и хора. Празникът завършва със заря.